# Madhouse (revista)
Madhouse fue una revista argentina de Heavy Metal fundada en 1989 por César Fuentes Rodríguez en la cual, en un principio participaron otros periodistas provenientes de la revista Riff Raff(1985). Madhouse se distribuyó en los kioscos de todo el país y algunos limítrofes durante el apogeo de la escena sudamericana y cubrió la afluencia de las bandas internacionales a los escenarios porteños lo mismo que el desarrollo de la movida local. 
A diferencia de las revistas Metal (1984) y Riff Raff (1985), dedicadas por igual al Rock Pesado con anterioridad, Madhouse fue la primera revista argentina del género que no reproducía reportajes realizados en medios de prensa extranjeros, sino que realizaba sus propias notas. Además, Madhouse mantenía la línea iniciada por Riff Raff en la que sus redactores incluían opiniones personales fuertes, y un estilo informal, en lugar de la excesiva formalidad, acartonamiento y falta de estilo personal de la revista Metal.

## Publicaciones relacionadas
Además de la publicación mensual, también se editaron en algunas ocasiones unas revistas denominadas "Madhouse extra", completamente enfocadas a una banda en particular, brindando su biografía, discografía, algún reportaje, etc. Entre los grupos homenajeados estuvieron Hermética (1988), AC/DC (1973), Kiss (1973), Pantera (1981), Marilyn Manson (1989) y Almafuerte(1995) entre otros. 
En 1997 César Fuentes Rodríguez se distanció de la dirección de Madhouse y siguió adelante con la Revista Epopeya, junto a otros antiguos redactores de la misma revista, aunque durante el año 2001 retomó paralelamente la dirección de Madhouse. Epopeya se concentraba en el Power Metal y los grupos  Heavy Metal más clásicos, mientras que Madhouse se dedicaba  a todo el espectro de la música pesada.

## Desaparición de la edición impresa
Llegaron a editarse 126 números antes de que la debacle del corralito y el desastre económico que sufrió la Argentina en 2001 pusiera fin a esta y a muchas otras publicaciones.